# سيجنال التكنولوجية
| مؤسسة سيجنال التنكنولوجية  | مؤسسة سيجنال التنكنولوجية                  |
| -------------------------- | ------------------------------------------ |
| التأسيس                    | 10 كانون ثاني (يناير) 2018                 |
| المؤسسون                   | ماكسي مارن سبايك بريان أكتون               |
| النوع                      | غير ربحية                                  |
| رقم التعريف لدافعي الضرائب | 82-4506840                                 |
| الهدف والاهتمام            | تطوير تقنيات مفتوحة المصدر لحماية الخصوصية |
| العنوان                    | 650- شارع كاسرو                            |
| الموقع                     | ماونتن فيو ، كاليفورنيا                    |
| منطقة الخدمة               | عالمياً                                     |
| مسؤول الشركة (CEO)         | بريان أكتون                                |
| شركات فرعية                | شركة سيجنال للتراسل                        |
| الإيرادات (2018)           | 609,365 $                                  |
| الموظفين (2020)            | 36                                         |
| الموقع                     | https://signalfoundation.org/              |
| تسميات سابقة               | Open Whisper Systems                       |

مؤسسة Signal ، رسميًا مؤسسة Signal Technology ، هي منظمة أمريكية غير ربحية تأسست في 2018 من قبل Moxie Marlinspike و Brian Acton .  وتتمثل مهمتها في «تطوير تقنيات مفتوحة المصدر لحماية الخصوصية بما يحمي حرية التعبير وتتيح الاتصال الآمن .» 
تشارك المؤسسة اسمها مع تطبيق المراسلة الشهير Signal .

## التاريخ
في 21 فبراير 2018 ، أعلن Moxie Marlinspike والمؤسس المشارك في واتس آب Brian Acton عن تشكيل Signal Foundation ، وهي منظمة غير ربحية .  بدأت المؤسسة بتمويل مبدئي قدره 50 مليون دولار من براين أكتون ، الذي ترك الشركة الأم لـتطبيق واتس آب فيسبوك في سبتمبر (أيلول) 2017.  كانت مؤسسة Freedom of the Press Foundation هي الراعي المالي لمشروع Signal واستمرت في قبول التبرعات نيابة عن المشروع بينما كانت حالة المؤسسة الغير ربحية لا يزال معلقاً.
كان التمويل الأولي البالغ 50 مليون دولار بمثابة قرض، وليس تبرعًا، من بريان أكتون إلى مؤسسة Signal Technology Foundation الجديدة الغير ربحية. وبحلول نهاية عام 2018 ، ارتفع القرض إلى 105,000,400 دولار، ومن المقرر سداده في 28 فبراير 2068. ولكنّ القرض غير مضمّن وبفائدة قدرها 0٪.

## أشخاص
اعتبارًا من أكتوبر 2020 ، يتكون مجلس إدارة Signal Foundation من ثلاثة أعضاء: 
- بريان أكتون
- Moxie Marlinspike
- ميريديث ويتاكر

بريان أكتون يعتر رئيس الشركة أو الرئيس التنفيذي.

## روابط خارجية
- الموقع الرسمي
- إعلان «مؤسسة سيجنال» Moxie Marlinspike و Brian Acton ، 21 فبراير 2018